# Glock
Glock este o serie de pistoale semi-automatice cu cadru din polimer proiectate și fabricate de producătorul austriac Glock Ges.m.b.H.

## Istoric
Prima generație de pistoale Glock a fost proiectată începând cu anul 1980 de către inginerul austriac Gaston Glock, iar în 1998 a fost introdusă a doua generație de Glock. Compania austriacă lansează modelul Glock 36 în 1999, și Începând cu modelele lansate după anul 2002, există posibilitatea de a adăuga lanterne tactice pe pistoalele Glock. În 2009 este lansată a patra generație de pistoale, iar în 2017 cea de-a cincea.

### În Statele Unite
În 1990, Glock exportă primele pistoale către Statele Unite ale Americii, care intră în atenția publicului și forțelor de ordine datorită inovației și performanței. Pentru că aveau o precizie bună și datorită reducerilor mari pe care Glock a decis să le ofere departamentelor americane de poliție, acestea au început să devină din ce în ce mai populare în rândul forțelor de ordine din Statele Unite.
În prezent, cea mai mare parte dintre forțele de ordine din Statele Unite, incluzând Serviciul Secret au în dotare pistoale Glock.

## Caracteristici

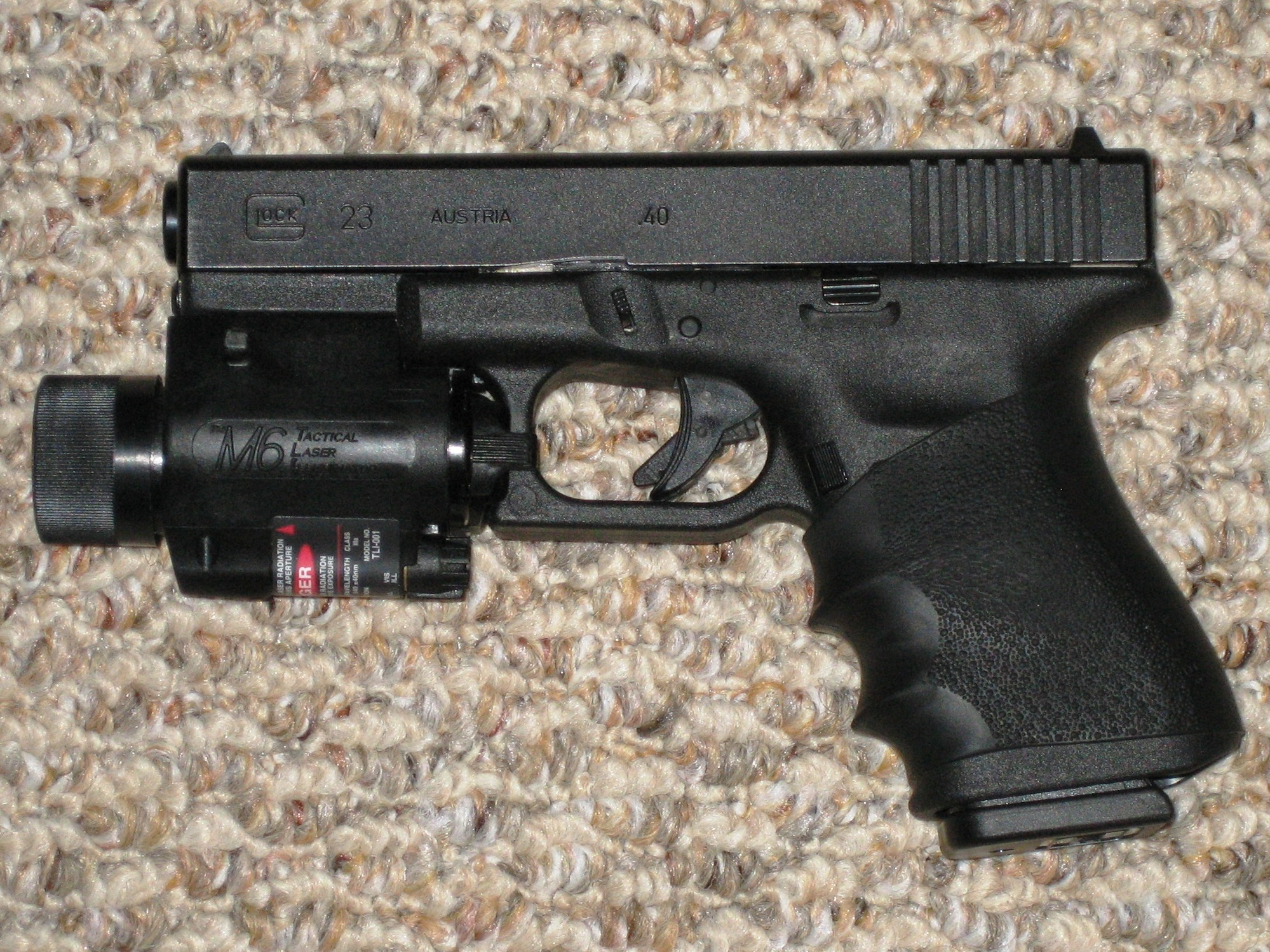
Glock Model 23 cu lanternă tactică și laser.

Principalele caracteristici care au făcut Glock-ul să crească în popularitate sunt designul unic, performanța, greutatea redusă și durabilitatea oferită de folosirea polimerului în locul metalului, lipsa siguranței pentru trăgaci și costul redus. De asemenea, pistoalele Glock suportă o varietate destul de mare de accesorii și modificări, cum ar fi:
- lanterne
- lasere
- dispozitive optice
- amortizoare
- componente care pot fi înlocuite